# Locomotora de Vapor 220-2005
La Locomotora de vapor 220-2005 "Oeste 9" és una locomotora fabricada per l'empresa Hartman a Alemanya el 1881, que es troba conservada actualment al Museu del Ferrocarril de Catalunya, amb el número de registre 00005 d'ençà que va ingressar el 1981, com una donació de la companyia Ferrocarril de Madrid-Cáceres y Portugal, posteriorment adquirida per Renfe.

## Història
Concebuda per al remolc de trens de viatgers en línies de perfil favorable, fou la més ràpida del segle xix a Espanya. La seva estètica i les seves prestacions són precursores de les locomotores ràpides de començaments del segle xx. El model 2-2-0 American, molt utilitzat als EUA, fou encarregat per la Compañía del Ferrocarril de Madrid-Cáceres y Portugal (MCP), integrada des del 1928 a la Compañía del Oeste, i a RENFE des del 1941.
La rapidesa va comportar una disminució de la capacitat per arrossegar grans càrregues en perfils sinuosos. L'abundància d'aquests és la raó de l'escàs èxit d'aquesta classe de locomotores especialitzades, enfront d'altres models mixtos. Només cinc màquines van constituir la sèrie, que el 1953 es va donar de baixa a excepció d'aquesta, utilitzada a l'estació de Madrid-Delicias com a caldera fixa fins al 1960.

## Conservació
El seu estat de conservació és bo. El 1985 es va pintar. entre els anys 1990 i 1991 es va sotmetre a un procés de restauració integral de xapa i pintura	

## Exposicions
- MOROP, Vilanova i la Geltrú